# 111P/Helin-Roman-Crockett
La Cometa Helin-Roman-Crockett, formalmente indicata 111P/Helin-Roman-Crockett, è una cometa periodica del sistema solare, appartenente alla famiglia di comete quasi-Hilda.
È stata individuata il 2 gennaio 1989 dall'astronoma statunitense Eleanor Helin su una piastra fotografica ripresa da Ron Helin, Brian Roman e Randy Crockett dall'Osservatorio di Monte Palomar.
La cometa percorre un'orbita quasi circolare, caratterizzata da un periodo di 8,14 anni, da una distanza perielica di circa 3,5 UA e da una bassa inclinazione sul piano dell'eclittica, pari a circa 4°.
Nelle sue apparizioni la cometa si è mantenuta generalmente più debole della 20ª magnitudine; solo nell'anno della sua scoperta, nel 1989, ha raggiunto magnitudine 14,7 durante una fase di outburst, termine inglese utilizzato per indicare un repentino cambiamento nell'attività di un nucleo cometario, che conduce ad una rapida espansione della chioma.
Kazuo Kinoshita ha calcolato che la cometa è transitata a 0,0117 UA da Giove nel 1976 e che l'incontrò sarà ripetuto nel 2071, quando i due corpi disteranno 0,0366 UA nel momento di massimo avvicinamento. Seiichi Yoshida ritiene che in queste occasioni la cometa sia catturata dall'attrazione gravitazionale di Giove e completi alcune rivoluzioni attorno al pianeta, prima di essere espulsa dal sistema gioviano su di un'orbita simile a quella posseduta precedentemente.